# Onthophagus busiris
Onthophagus busiris là một loài bọ cánh cứng trong họ Bọ hung (Scarabaeidae).